# Linfocitose
Linfocitose é um aumento do número de linfócitos no sangue geralmente detectado na análise de hemograma. Quando ocorre o contrário, ou seja, quando os linfócitos diminuem de número, dá-se o nome de linfocitopenia.
Linfócitos normalmente representam 20 a 40% dos leucócitos circulantes do sangue. A contagem absoluta pode ser diretamente medida pela citometria de fluxo, ou calculada pela multiplicação do número de leucócitos totais pela porcentagem obtida dos linfócitos achados em uma contagem diferencial de hemograma. Em adultos, a linfocitose absoluta está presente quando a contagem absoluta de linfócitos é maior que 4.000 por microlitro, em crianças mais velhas quando é maior que 7.000 por microlitro e em crianças maior que 9.000 por microlitro. Linfocitose relativa é normal em crianças abaixo dos dois anos de idade.
Linfocitose é um achado na infecção, principalmente em crianças. Em pessoas mais velhas pode ser o indício de presença de doenças linfoproliferativas como leucemia linfóide crônica e linfomas, geralmente presente com linfoadenopatia.  

## Causas
Causas da linfocitose absoluta incluem: infecção viral aguda, como a mononucleose, infecção pelo vírus Epstein-Barr, HIV e hepatite; outras infecções agudas como pertússis e toxoplasmose; infecções intracelulares por bactérias como na  tuberculose ou brucelose.
Causas de linfocitose relativa incluem: idade menor que 2 anos; infecções virais aguda; doença do tecido conectivo, hipertiroidismo, doença de Addison, e esplenomegalia com sequestração esplenica dos granulócitos.